# Бромид галлия(I)
Бромид галлия(I) — неорганическое соединение, 
соль галлия и бромистоводородной кислоты с формулой GaBr,
серо-зелёные кристаллы.

## Получение
- Реакция галлия и бромида галлия(III) в вакууме:

{\displaystyle {\mathsf {GaBr_{3}+2Ga\ {\xrightarrow {T}}\ 3GaBr}}}
- Реакция брома и галлия при комнатной температуре:

{\displaystyle {\mathsf {2Ga+Br_{2}\ {\xrightarrow {}}\ 2GaBr}}}

## Физические свойства
Бромид галлия(I) образует серо-зелёные кристаллы. 

## Химические свойства
- Диспропорционирует при нагревании:

{\displaystyle {\mathsf {3GaBr\ {\xrightarrow {160^{o}C}}\ GaBr_{3}+2Ga}}}